# پریسیلا تاپیا
پریسیلا تاپیا (انگلیسی: Priscilla Tapia؛ زادهٔ ۲ مهٔ ۱۹۹۱) بازیکن فوتبال اهل کاستاریکا است.
وی همچنین در تیم‌های ملی فوتبال زنان کاستاریکا بازی کرده‌ است.
وی در مسابقات کشوری و بین‌المللی در مجموع برندهٔ ۱ مدال برنز شده‌ است.